# Aldi

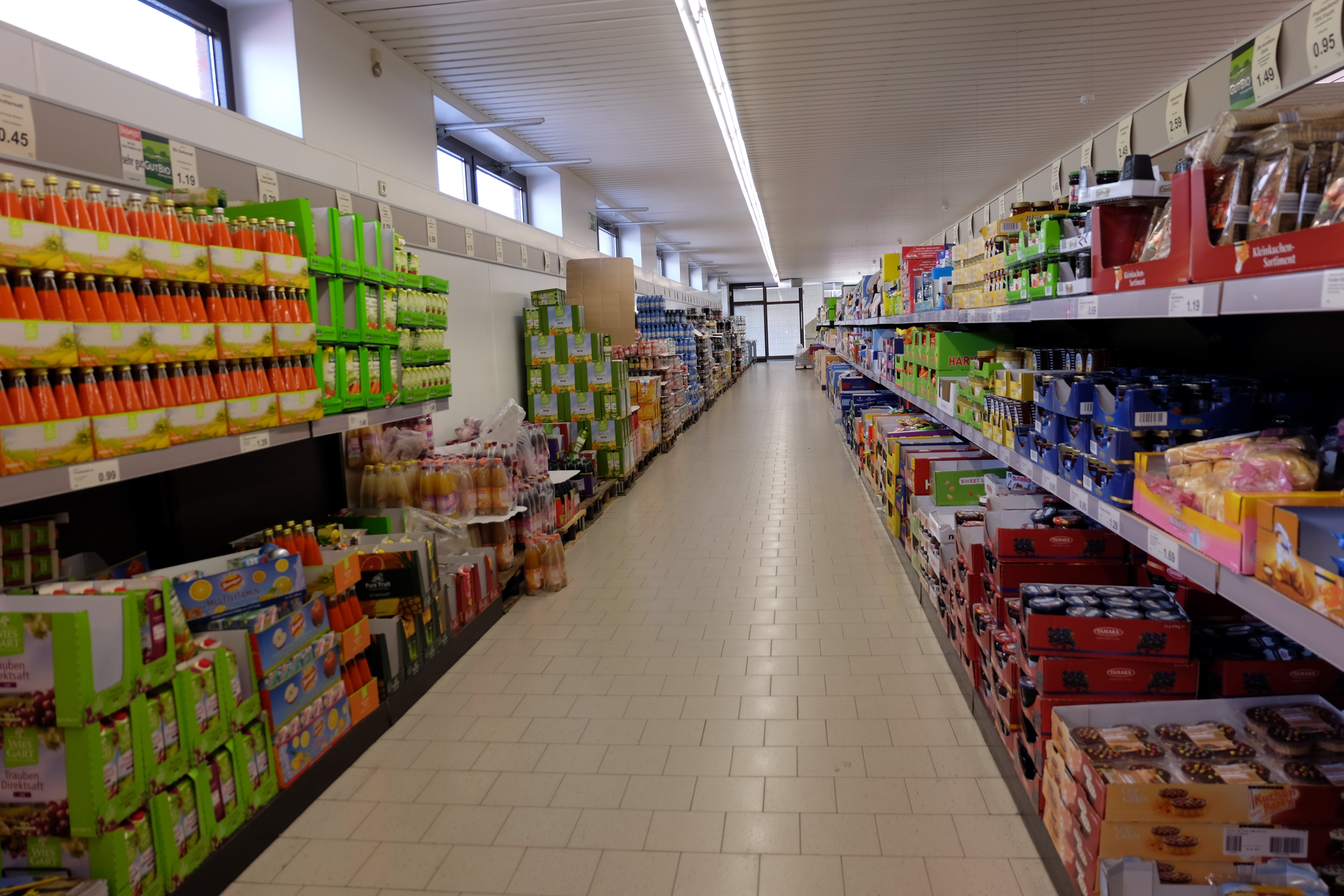
2015

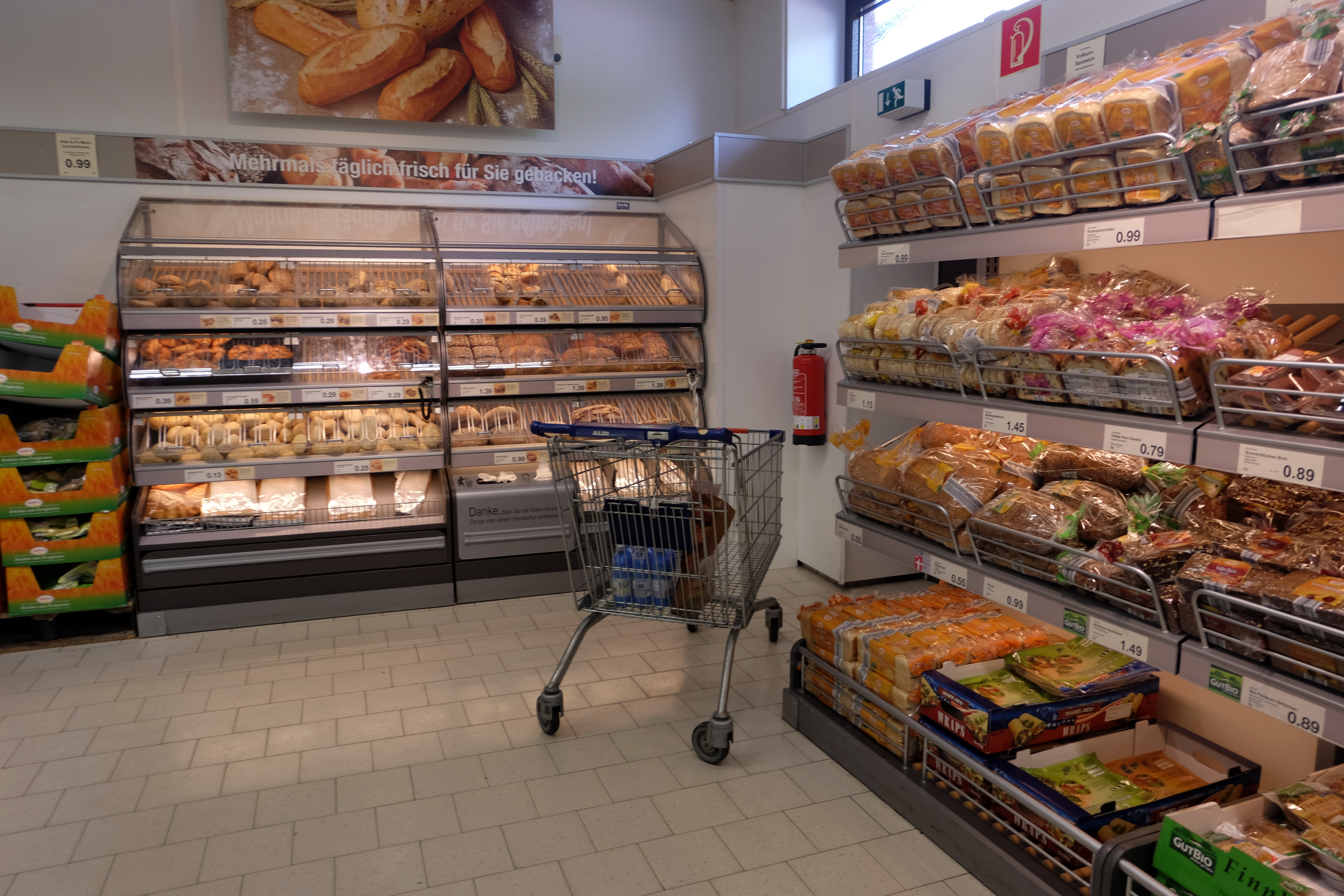

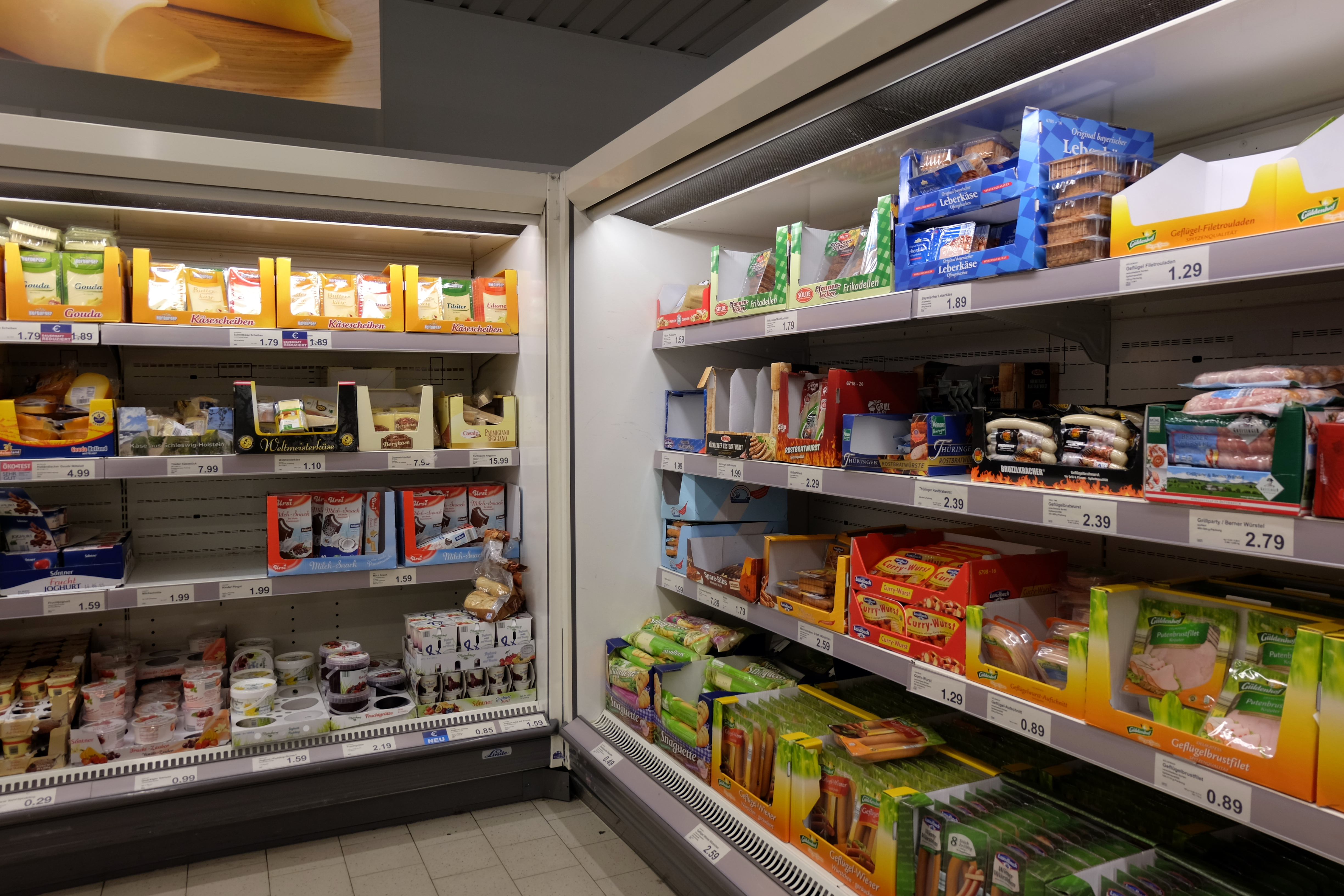

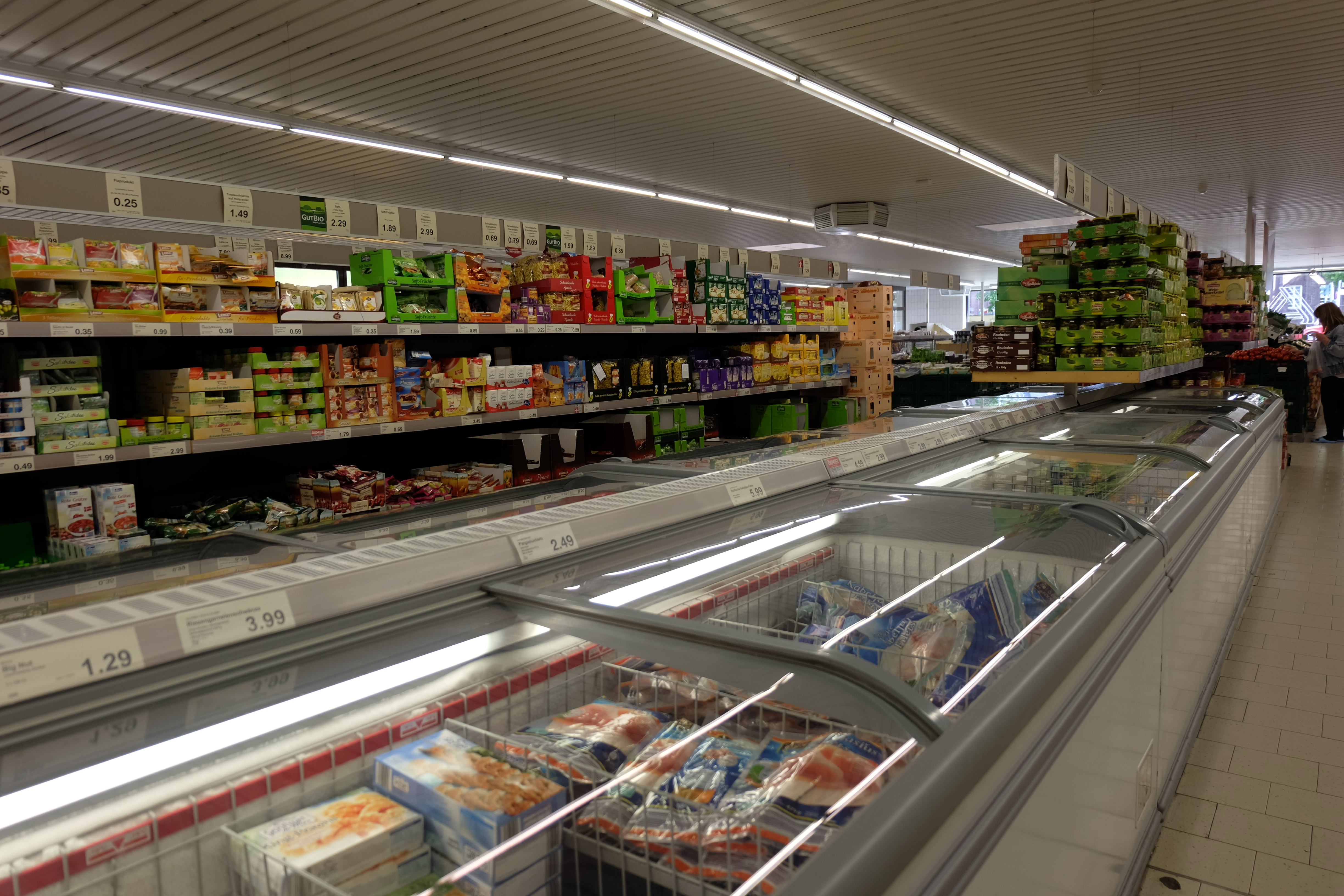

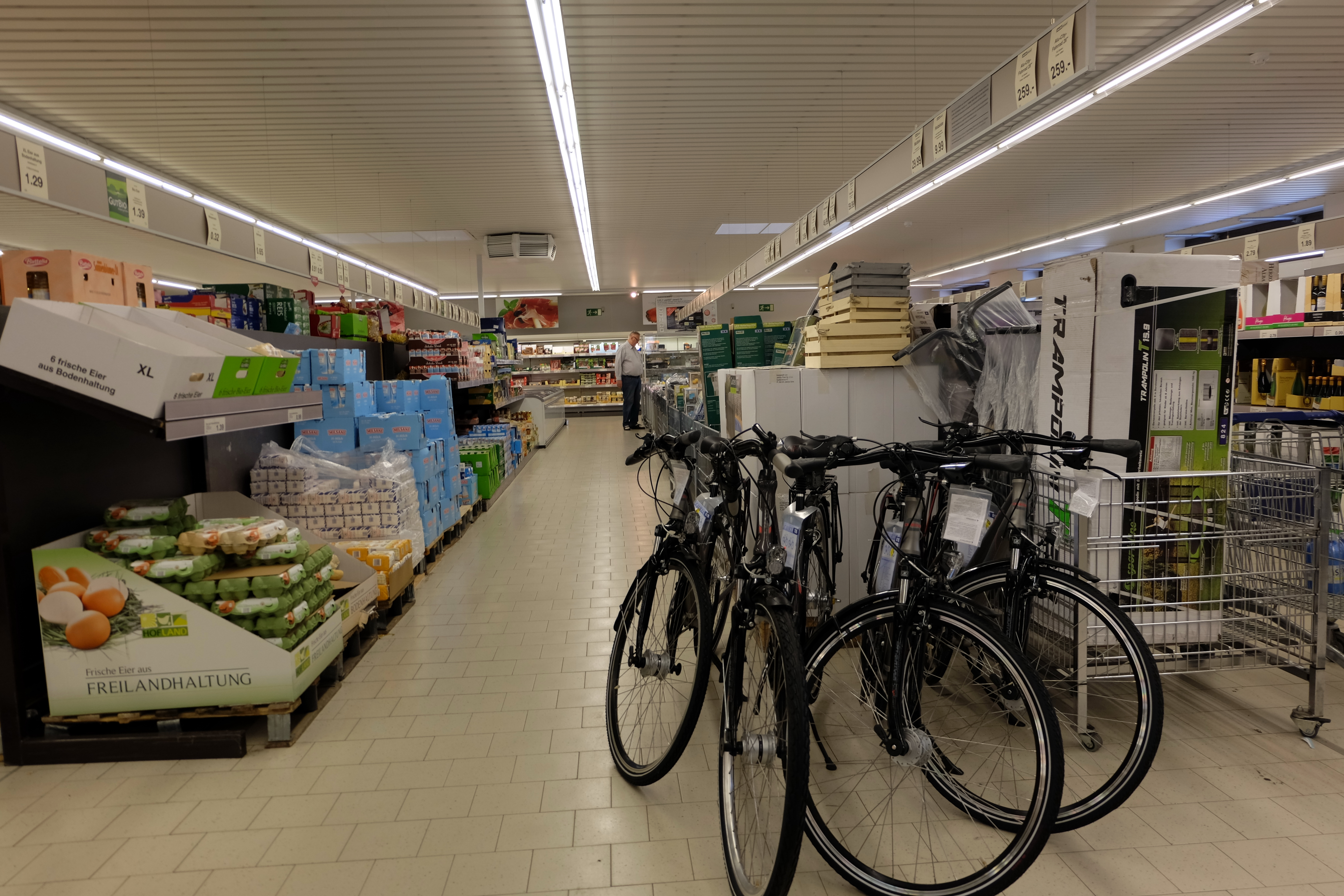

ALDI（アルディ）はドイツに基盤を置くディスカウントストアのチェーン企業。名前の「ALDI」は "ALbrecht DIscount"の略名。

## 概要
世界中に9000店舗以上で展開するボックスストアの最大手チェーン。全米でも1000店舗を超えている。　
アメリカではイリノイ州シカゴ郊外に本社を持つ。
アルディの元々の顧客は低収入層、大衆層、エスニック層で立地の多くは安全とは言えない地域でもあった。
ウォルマート同様、顧客層の変化に合せて広くて明るい店作りと、中級層の顧客に対応した低カロリー商品の品揃えを増やしている。
扱い商品は限定の激安価格でその95％以上がPB商品である事、通常の食品店の買物における75％程度は取り揃えている事、低販売管理費率、従業員に対するケアが非常に良い、等が特徴である。
店舗の大型化を進め、多くの店舗で採光用の窓を付け省エネも行われている。出店が少なかったニューヨーク市商圏にも進出し、2010年内にはニューヨーク市内に出店した。
1000店舗目の店は、コネチカット州ニューヘブン市にある。
商品を安く売るための仕掛けが随所に見られる。
競合するボックスストアチェーンには、セイバーロット、フードベイシックなどがある。

## 沿革
創業者のカール・アルブレヒトとテオ・アルブレヒトの母親が1913年にエッセン郊外に小さな食料店を開いたのが始まり。父親は炭坑夫で、のちにパン屋で下働き、カールはデリカテッセンで働き、テオは母親を手伝っていた。カールは近所の安売り専門店を買い取って商売を始めるが、第二次大戦で従軍。戦後母親の店を吸収する形で、1946年に兄弟でディスカウントストア事業を始め、1950年には13店舗まで広げる。低価格にするための二人の徹底した工夫と管理が功を奏し、1960年にはドイツ国内に300店舗を数えるに至り、1962年にAldiを社名にする。煙草の販売に関して兄弟で揉めたことで会社を二つに分け、カールがAldi Sud、テオがAldi Nordを担当する。ドイツのほぼ全家庭が年に最低でも１回はAldiで買い物すると言われるほど、人気の流通チェーンに育ち、兄弟ともに世界トップクラスの資産家になる。2000年代に兄弟とも事業から手を引き、アルブレヒト家の人間はだれもAldiと関わりをもたなくなった。

### 公式サイト
- Aldi International (with links to all of Aldi's international websites)
- Aldi Careers (Aldi's US careers website)

### 非公式サイト
- Yahoo! - ALDI Group Company Profile
- Unofficial ALDI - Medion Hardware Support Forum
- International ALDI archives - History of ALDI special buys
- Complete Aldi Price List Scan (May vary slightly over time and by location)
- Aldi Product Review  Customer discussions about Aldi products.  Focuses mainly on stores and products in the USA.
- Australian & New Zealand discussion forums for Aldi products.